# Vidas Pinkevičius
 (avril 2025).
La mise en forme du texte ne suit pas les recommandations de Wikipédia : il faut le « wikifier ».
Les points d'amélioration suivants sont les cas les plus fréquents :
- Les titres sont pré-formatés par le logiciel. Ils ne sont ni en capitales, ni en gras.
- Le texte ne doit pas être écrit en capitales (les noms de famille non plus), ni en gras, ni en italique, ni en « petit »…
- Le gras n'est utilisé que pour surligner le titre de l'article dans l'introduction, une seule fois.
- L'italique est rarement utilisé : mots en langue étrangère, titres d'œuvres, noms de bateaux, etc.
- Les citations ne sont pas en italique mais en corps de texte normal. Elles sont entourées par des guillemets français : « et ».
- Les listes à puces sont à éviter, des paragraphes rédigés étant largement préférés. Les tableaux sont à réserver à la présentation de données structurées (résultats, etc.).
- Les appels de note de bas de page (petits chiffres en exposant, introduits par l'outil «  Source ») sont à placer entre la fin de phrase et le point final[comme ça].
- Les liens internes (vers d'autres articles de Wikipédia) sont à choisir avec parcimonie. Créez des liens vers des articles approfondissant le sujet. Les termes génériques sans rapport avec le sujet sont à éviter, ainsi que les répétitions de liens vers un même terme.
- Les liens externes sont à placer uniquement dans une section « Liens externes », à la fin de l'article. Ces liens sont à choisir avec parcimonie suivant les règles définies. Si un lien sert de source à l'article, son insertion dans le texte est à faire par les notes de bas de page.
- La présentation des références doit suivre les conventions bibliographiques. Il est recommandé d'utiliser les modèles {{Ouvrage}}, {{Chapitre}}, {{Article}}, {{Lien web}} et/ou {{Bibliographie}}. Le mode d'édition visuel peut mettre en forme automatiquement les références.
- Insérer une infobox (cadre d'informations à droite) n'est pas obligatoire pour parachever la mise en page.

Pour une aide détaillée, merci de consulter Aide:Wikification.
Si vous pensez que ces points ont été résolus, vous pouvez retirer ce bandeau et améliorer la mise en forme d'un autre article.
 (avril 2025).

Vidas Pinkevičius, né sous le nom de Vydas Pinkevičius le 9 novembre 1949 à Gruzdžiai (district de Šiauliai) et mort le 12 avril 2012 à Klaipėda- est peintre monumental décoratif lituanien.

## Biographie
En 1968, il est sorti diplômé de l'école secondaire Gruzdžiai et est entré à l'Institut d'art de Vilnius (aujourd'hui Académie des arts de Vilnius) où il étudie les fresques mosaïques. En 1973, après avoir obtenu son diplôme à l'Institut d'art, il s'installe à Klaipėda où il travaille à la 21ème école technique professionnelle.
Entre 1974 et 1975, il est contraint de servir dans l'Armée rouge et en ramène de nombreux dessins. De 1975 à 2012, il enseigne la peinture et la composition à l'école Adamas Brakas de Klaipėda.
Dès 1973, l'artiste participa à des expositions collectives non seulement à Klaipėda, mais aussi dans toute la Lituanie ainsi qu'à l'étranger. Il organisa également de nombreuses expositions personnelles à Klaipėda, Vilnius, Šiauliai, Juknaičiai, ainsi qu'à l'étranger: notamment en Lettonie, aux États-Unis, en Suède, en Italie, en Russie, etc.
Vidas Pinkevičius devient membre de l'Union des artistes lituaniens en 1986.
Il épouse Felicija Kačenauskaitė-Pinkevičienė (artiste graphique) dont il aura un fils, Vidas Pinkevičius, organiste de renommée internationale.

## Son œuvre
Le peintre réalisa de nombreuses fresques, notamment:
- Deux Coqs (lt: Du gaideliai) en 1973 en collaboration avec Juozas Vosylius.
- Histoire des médicaments (lt: Vaistų istorija) en 1976, Klaipėda Sportininkų Street Pharmacy (1976).

Vers la fin des années 1970, Vidas Pinkevičius se consacre uniquement aux peintures sur chevalet. Ses tableaux ont des thèmes variés: portraits, visions d'anciens soldats soviétiques, paysages de bord de mer, détails d'une ville portuaire (Klaipėda), motifs historiques, mythologiques et religieux, études allégoriquement symboliques de la réalité fictive, et images panoramiques de festivals et de rituels folkloriques. L'artiste s'intéressait aux problèmes de l'existence humaine, au passé et au présent de son pays natal.
Selon l'historien de l'art Petras Šmitas:
"Il a puisé son imagination créatrice dans le travail des anciens maîtres. Dans certains tableaux de son œuvre, la vision d'une image réelle se mêle à des combinaisons abstraites et impulsives de formes, d'éclaboussures de couleurs et de coups de pinceau. Ses peintures spontanées, passionnées, émotionnelles et expressives sont uniques et facilement reconnaissables. Son style pictural engagé est contemporain et s'inscrit résolument dans l'histoire récente de la peinture lituanienne."
Ses œuvres sont conservées au musée national d'art de Lituanie, au musée lituanien d'ethnocosmologie (district de Molėtai), au musée du soulèvement de 1863 (Paberžė), au musée d'art de Samogitie (Plungė) et chez des collectionneurs privés en Lituanie et à l'étranger.

## Expositions

### À l'étranger
- 1981 - Exposition de l'Union des jeunes artistes. Moscou-Tachkent
- 1982 - Exposition collective de peintures. Liepaja, RSS de Lettonie
- 1982 - Exposition artistique de l'Union Soviétique. Moscou, RSS de Russie
- 1984 - Exposition de l'Union des artistes «La terre et l'homme». Moscou, RSS de Russie
- 1988 - Exposition d'artistes de Klaipėda. Cuba
- 2007 - Exposition du groupe d'artistes de Klaipėda. Kaliningrad, Fédération de Russie

### En Lituanie

#### Expositions personnelles
- 1978 - Exposition de dessins. Klaipėda
- 1981 - Exposition de peintures. Juknaičiai
- 1982 - Exposition de peintures et de dessins. Klaipėda
- 1985 - Exposition de peintures. Klaipėda - Šiauliai - Vilnius
- 1989 - Exposition à l'occasion du 40ème anniversaire de Vidas Pinkevičius. Salle d'exposition de Klaipėda.
- 1993 - Exposition à l'occasion de la visite du Pape Jean-Paul II à la Colline des Croix. Galerie «Laiptai». Šiauliai
- 1999 - Exposition «La croisée des chemins». Palais des expositions de Klaipėda.
- 1999 - Exposition à l'occasion du jubilé de Vidas Pinkevičius. Palais des expositions de Klaipėda.
- 2000 - Exposition «La croisée des chemins - 2000». Palais des expositions de Klaipėda.
- 2000 - Exposition à la galerie «Paletė». Klaipėda
- 2001 - Exposition «Pas un jour sans une ligne...». Galerie «D». Klaipėda
- 2001 - Exposition à la galerie «Rutu». Klaipeda
- 2003 - Exposition «Mémoires». Salon d'art «Paletė». Klaipėda
- 2004 - Exposition «La croisée des chemins». Galerie de Klaipėda.
- 2005 - Exposition à la galerie«Paletė». Klaipeda
- 2006 - Exposition à la Galerie de l'université de Klaipėda . Klaipėda
- 2009 - Exposition «Voyage». Bibliothèque Giruliai. Klaipėda
- 2009 - Exposition «Silence coloré». Salle de concert de Klaipėda. Klaipėda
- 2010 - Exposition «Silence coloré». Galerie de la rue Trakai. Šiauliai
- 2010 - Exposition «Silence coloré». Galerie «Šulinys». Kernavė
- 2013 - Exposition «Vie - Peinture». Salle d'exposition du KCCC. Klaipėda
- 2014 - Exposition «Vie - Peinture». Hôtel de ville de Vilnius.

#### Expositions collectives
Depuis le début de sa carrière, ses œuvres ont été exposées dans plus de 40 expositions collectives en Lituanie.

## Sources
1. ↑  (lt) Juozas Vosylius, « Vydas Pinkevičius »
2. ↑  (lt) Gražina Juodytė, « Klaipėdos akvarelės: namai ir žmonės », Vakarų ekspresas,‎ 12 novembre 2021 (lire en ligne)